# إشاعة (فلم)
إشاعة هو فيلم تلفزي مغربي من إخراج مصطفى مضمون سنة 2017، وبطولة كل من فاطمة وشاي، سعيد آيت باجا، ربيع القاطي، كمال كاظمي، محمد خيي، بنعيسى الجيراري، نجاة خير الله، وآخرون.

## القصة
يحكي الفيلم قصة شخص يدعى «دامو» عاش رفقة والدته محتقرين في الحي، لا قيمة لهما، لكن في أحد الأيام سرت إشاعة تقول إن «دامو» ربح مليار سنتيم في أحد ألعاب الرهان، فتحول تعامل سكان الحي إلى النقيض، إذ بدأ الجميع يتملق لهما، وهو الأمر الذي استغلته والدة «دامو» التي لم تُكذّب الإشاعة بل سايرتها في اتجاه تركيز الاحترام الواجب لهما في الحي.
وسيجد «دامو» نفسه منساقا وراء رغبة والدته في الاستفادة من الإشاعة التي روجتها، بالتزامن مع تلقيه عرضا للمشاركة في فيلم سينمائي أجنبي يصور بمدينة الصويرة، وهو ما جعله يتلقى دفعة أولية من المال استغلها في اقتناء ملابس فاخرة للظهور بمظهر خادع في الحي، قبل أن يتم التخلي عنه في آخر لحظة لتنهار أحلامه وطموحاته.
لكن طموح الأم لم يتوقف عند هذا الحد بل بادرت إلى القيام بنشاط خيري موهمة الجميع أن ابنها سيترشح للانتخابات، ما جعل برلماني المنطقة يتدخل ليسلمها مبلغا ماليا كبيرا مقابل تنحي ابنها عن الترشح ومنافسته، كما استغلت الوضع لتستعيد أرضا ورثتها عن والدها كان شقيقها يماطلها في تسليمها إياها طيلة سنوات، لكن سرعان ما أعادها لها طمعا في الثروة المزعومة التي حصلت عليها، ليقع في فخ لم يتوقعه.